# Jonathan Millán
Millán  Ayala est un nom espagnol. Le premier nom de famille, en général paternel, est Millán ; le second, en général maternel, souvent omis, est Ayala.
Jonathan Stil Millán Ayala, né le 16 avril 1988 à Barrancabermeja, est un coureur cycliste colombien.

## Palmarès et résultats

### Palmarès par année
- 2010
  - 2e du championnat de Colombie sur route espoirs
- 2013
  - 2e et 3e (contre-la-montre) étapes du Tour du Guatemala
  - 12e et 13e étapes du Tour de Colombie
  - 2e du Tour du Guatemala

### Classements mondiaux
| Année            | 2013 | 2014 | 2015 | 2016 |
| ---------------- | ---- | ---- | ---- | ---- |
| UCI America Tour | 7e   |      |      | 296e |